# Microsema nitida
Microsema nitida är en fjärilsart som beskrevs av W. Warren 1904. Microsema nitida ingår i släktet Microsema och familjen mätare. Inga underarter finns listade i Catalogue of Life.